# Санта (провинция)
Санта (исп. Provincia de Santa, кечуа Santa pruwinsya) — одна из 20 провинций перуанского региона Анкаш. Площадь составляет 4014,33 км². Население составляет 396 434 человека. Плотность населения — 98,01 чел/км². Столица — город Чимботе.

## География
Расположена в северо-западной части региона. Граничит с регионом Ла-Либертад (на севере) и провинциями: Касма (на юге), Уайлас (на востоке), Пальяска и Коронго (на северо-востоке). На западе омывается водами Тихого океана.

## История
Провинция была создана 12 февраля 1821 года.

## Административное деление
В административном отношении делится на 9 районов:
- Чимботе
- Касерес-дель-Перу
- Коишко
- Макате
- Моро
- Непенья
- Нуэво-Чимботе
- Саманко
- Санта